# انتخابات آینده ریاست‌جمهوری لیبی
انتخابات ریاست‌جمهوری لیبی، در ابتدا برای ۱۰ دسامبر ۲۰۱۸ برنامه‌ریزی شده بود، اما به دلیل عملیات نظامی خلیفه حفتر در غرب لیبی به تعویق افتاد. پس از آن قرار بود انتخابات در ۲۴ دسامبر ۲۰۲۱ برگزار شود، اما پس از اینکه رئیس کمیسیون عالی انتخابات ملی دستور انحلال کمیته‌های انتخاباتی در سراسر کشور را صادر کرد، برای مدت نامعلومی به تعویق افتاد.
چهار نفری که در مه ۲۰۱۸ با توافق اولیه موافقت کردند عبارتند از: فائز السراج (رئیس دولت وحدت ملی لیبی)، خلیفه حفتر (رئیس ارتش ملی لیبی)، عقیله صالح عیسی (رئیس مجلس نمایندگان لیبی) و خالد المشری (رئیس شورای عالی دولت) بودند.

## نامزدان ریاست‌جمهوری
ثبت نام انتخابات ریاست جمهوری از ۷ نوامبر شروع شد و تا ۲۲ نوامبر ادامه دارد. تا کنون این افراد نامزد ریاست جمهوری شده‌اند
- سیف‌الاسلام قذافی، رهبر جبهه خلق برای آزادی لیبی و پسر معمر قذافی[۷][۸]
- خلیفه حفتر، فرمانده کل ارتش ملی لیبی[۹]
- عقیله صالح عیسی، رئیس پارلمان لیبی[۱۰]
- علی زیدان، نخست‌وزیر سابق لیبی